# هب كولينز
هب كولينز (بالإنجليزية: Hub Collins)‏ هو لاعب كرة قاعدة أمريكي، ولد في 15 أبريل 1864 في لويفيل في الولايات المتحدة، وتوفي في 21 مايو 1892 في بروكلين في الولايات المتحدة بسبب حمى التيفوئيد.

## وصلات خارجية
- هب كولينز على موقعبيزبول رفرنس.كوم (الدوري الرئيسي) (الإنجليزية)
- هب كولينز على موقعبيزبول رفرنس.كوم (الدوري الثانوي) (الإنجليزية)